# Arkprijs van het Vrije Woord
De Arkprijs van het Vrije Woord is een symbolische prijs die mensen bekroont die zich actief inzetten voor de vrijheid van denken. De Arkprijs wordt elk jaar uitgereikt op de vooravond van Hemelvaartsdag in de Antwerpse galerie De Zwarte Panter. Sinds 2021 wordt de prijs uitgereikt in het Huis van Herman Teirlinck. Er is geen geldbedrag aan verbonden, maar de namen van de laureaten worden gegrift in de Ark, een kunstwerk dat wordt bewaard in het Letterenhuis in Antwerpen.

## Geschiedenis
In 1951 werd de Arkprijs in het leven geroepen door Herman Teirlinck en de redactie van het Nieuw Vlaams Tijdschrift (NVT) om te verhinderen dat ideologische bekrompenheid de vrijheid van meningsuiting en denken zou inperken. Concrete aanleiding was het toekennen van de Prijs voor Letterkunde van de Provincie Antwerpen aan Marnix Gijsen voor zijn roman Het boek van Joachim van Babylon. Dit boek stond op de index en priester Joris Baers tekende protest aan omdat het "de grondslagen van de morele gaafheid aantast". Het provinciebestuur volgde zijn oordeel en Gijsen kreeg de prijs niet. De prijs was van meet af aan een morele erkenning voor een zoeker naar waarheid, vrijheid en eerlijkheid.
In 1982 werd in de aanloop naar het opdoeken van het NVT de stichting Arkcomité van het Vrije Woord opgericht om de prijs veilig te stellen. De stichtende leden waren Willy Calewaert, Walter Debrock, Lukas De Vos (in 1978 aangetrokken als NVT-redactiesecretaris), Marc Galle, Henri-Floris Jespers, Herman Liebaers, Maurits Naessens, Hugo Raes, Karel Van Miert, Eddy van Vliet, Willy Vaerewijck en Julien Weverbergh. Het Arkcomité werd achtereenvolgens voorgezeten door Walter Debrock, Michel Oukhow, Raymond Detrez, Lukas De Vos en Josef Asselbergh. 
In 2000 bood het Arkcomité in de publicatie Een onberaamd verbond een overzicht geboden van de afgelopen 50 jaar en neemt zich in de inleiding voor om De Taak van August Vermeylen voort te zetten: 'Een geboeide waarheid erkennen wij niet. Een vrij man is onze vriend.' De prijs werd lang als antiklerikaal gezien, maar in 2015 verklaarde Lukas De Vos dat de prijs vooral "een dwarsligger bekroont, een eigenzinnig mens, een consequent voorvechter van een open en kritiseerbaar debat."

## Laureaten
- 1951: Christine D'haen met Gedichten
- 1952: Hugo Claus met De Metsiers
- 1953: Maurice D'Haese met De Heilige Gramschap
- 1954: Fernand Goddemaer met Nola
- 1955: Jos De Haes met Gedaanten
- 1956: Frans De Bruyn met Tekens in Steen
- 1957: Albert Bontridder met Dood Hout
- 1958: Ivo Michiels met Het Afscheid
- 1959: Libera Carlier met Action Station − Go!
- 1960: Ward Ruyslinck met De Madonna met de Buil
- 1961: Hugues C. Pernath met Het Masker Man
- 1962: Georges Hebbelinck met De Journalist
- 1963: Paul Snoek met Richelieu
- 1964: Daniël Robberechts met Zesmaal
- 1965: Willy Roggeman met Blues voor Glazen Blazers
- 1966: Astère-Michel Dhondt met God in Vlaanderen
- 1967: Jef Geeraerts met De Troglodieten
- 1968: Claude C. Krijgelmans met Homunculi
- 1969: Patrick Conrad met Mercantile Marine Engineering
- 1970: Roger van de Velde met Recht op Antwoord
- 1971: Eddy van Vliet met Columbus Tevergeefs
- 1972: Marcel van Maele met Ik ruik mensenvlees, zei de reus
- 1973: Rob Goswin met Vanitas Vanitas
- 1974: Fernand Auwera met Zelfportret met Gesloten Ogen
- 1975: Internationale Nieuwe Scène met Mistero Buffo
- 1976: Leonard Nolens met Twee Vormen van Zwijgen
- 1977: Freddy de Vree met Steden en Sentimenten
- 1978: Roger M.J. De Neef met Gestorven Getal
- 1979: Frans Boenders met Denken in Tweespraak
- 1980: Lucienne Stassaert met Parfait Amour
- 1981: Robbe De Hert voor zijn filmoeuvre
- 1982: Maurice De Wilde met De Nieuwe Orde
- 1983: Albert Van Hoorick met In Tegenstroom
- 1984: Leo Pleysier met Kop in Kas
- 1985: Daniël Buyle voor zijn BRT-journalistiek
- 1986: Tone Brulin voor zijn toneelwerk
- 1987: De Morgen en Paul Goossens journalistiek
- 1988: Leo Apostel voor zijn wijsgerig werk

- 1989: Stefan Hertmans met Bezoekingen
- 1990: André De Beul voor zijn politieke moed
- 1991: Frie Leysen voor tien jaar deSingel
- 1992: Paula D'Hondt voor haar migrantenbeleid
- 1993: Jan Blommaert en Jef Verschueren met Het Belgisch Migrantendebat
- 1994: Gal (cartoonist) voor zijn grafisch werk
- 1995: Tom Lanoye met Maten en Gewichten
- 1996: Gie van den Berghe met Getuigen
- 1997: Wannes Van de Velde voor zijn muzikaal oeuvre
- 1998: Pjeroo Roobjee voor zijn artistiek oeuvre
- 1999: Sophie De Schaepdrijver met De Groote Oorlog
- 2000: ZAK voor zijn cartoons
- 2001: Ludo Abicht met Intelligente Emotie
- 2002: Pol Hoste met De Lucht naar Mirabel
- 2003: Wim Distelmans voor de euthanasiewet
- 2004: Rik Pinxten met De Artistieke Samenleving
- 2005: Christine Van Broeckhoven voor de verdediging van de rede vanuit de moleculaire genetica
- 2006: Marleen Temmerman met Onrust in de Onderbuik
- 2007: De Roma voor sociaal-cultureel veldwerk
- 2008: David Van Reybrouck met  Missie
- 2009: Luc Huyse voor zijn politieke sociologie
- 2010: Geert Buelens met Europa! Europa!
- 2011: Philippe Van Parijs voor zijn politieke filosofie
- 2012: Peter Holvoet-Hanssen met De Reis naar Inframundo
- 2013: Paul De Grauwe met Economics of Monetary Union
- 2014: Jeroen Olyslaegers met Winst/Occupy Antwerpen
- 2015: Fikry El Azzouzi met Drarrie in de nacht en Reizen Jihad
- 2016: Reinhilde Decleir met Tutti Fratelli (sociaal-artistiek collectief)
- 2017: Apache.be voor de kritische onderzoeksjournalistiek
- 2018: PEN Vlaanderen voor inzet voor vrije meningsuiting
- 2019: Anuna De Wever en Kyra Gantois met hun aandacht voor milieu
- 2020: Jozef Deleu, stichter van Ons Erfdeel en Het Liegend Konijn
- 2021: Caroline Pauwels voor haar inzet voor een grotere en meer interculturele toegankelijkheid van het hoger onderwijs en het breed toegankelijk maken van wetenschapsinformatie[8]
- 2022: Peter Verhelst omdat hij de grote uitdagingen van deze wereld in beroering tracht te counteren met ongeremde schoonheid, verbondenheid en open discussie.
- 2023: Ruth Lasters wegens "haar kritische houding over de behandeling van het beroepsonderwijs en haar verzet tegen de beknotting van de vrije meningsuiting".[9]